# 봉리단길 (김해시)
봉리단길(Hongridan-gil)는 대한민국의 경상남도 김해시 봉황동에 위치한 좁은 도로이다. 처음 길 이름은 봉황동의 경리단길이라는 뜻에서 유래한다.

## 같이 보기
- 김해시